# 山口県道300号宇津本村線
山口県道300号宇津本村線（やまぐちけんどう300ごう うつほんむらせん）は、山口県萩市を通る一般県道である。

## 概要
萩市の見島を通る。本路線は山口県で最も北にある県道である。見島北部の宇津地区と南部にある本村地区を結んでいる。

### 路線データ
- 起点：萩市見島
- 終点：萩市見島

## 歴史
- 1960年代初頭（時期不明） - 路線認定[注釈 1]。
- 1972年（昭和47年）頃 - 現行の県道番号に変更される。

## 路線状況

### 重複区間
- 山口県道325号宇津払子本村線（萩市見島）

## 地理

### 通過する自治体
- 萩市

### 交差する道路
| 交差する道路                               | 交差する場所 |
| ------------------------------------------ | ------------ |
| 山口県道325号宇津払子本村線                | 見島         |
| [[山口県道325号宇津払子本村線 重複区間起点 | 見島         |
| 山口県道325号宇津払子本村線]] 重複区間終点 | 見島         |

### 沿線
- 宇津港
- 見島ダム
- 萩市役所 見島支所
- 見島ジーコンボ古墳群
- 萩市立見島小学校
- 萩市立見島中学校
- 見島本村港